# Anamera fulvescens
Anamera fulvescens là một loài bọ cánh cứng trong họ Cerambycidae.